# 대지 (지형)
대지(臺地)는 육지를 의미한다. 지형학에서는 평탄한 정상면을 가지는 고지라는 의미로 이용되기도 한다. 한편, 지질학에서는 수평 또는 몇 안 되는 기울기를 가진 암반이 대륙의 광대한 지역을 차지하고 있는 것을 가리키는 것도 대지라고도 한다.

## 같이 보기
- 지리 정보 시스템
- 지각 평형설
- 지하
- 지지학